# Tanigawa Ken’ichi
Tanigawa Ken’ichi (jap. 谷川 健一; * 28. Juli 1921 in Minamata; † 24. August 2013) war einer der bedeutendsten Kulturanthropologen Japans, insbesondere bezüglich der historischen Ortsnamenkunde.

## Lebensweg
Nach dem Besuch der Mittelschule in Kumamoto studierte er an der kaiserlichen Universität Tokio im Hauptfach französische Literatur.
Tanigawa sammelte Informationen über Lebensweise und Kultur der unteren sozialen Schichten, Traditionen, Riten und Legenden, die mit der Küste als Pufferzone zwischen Meer und Land, zwischen Jenseits- und Diesseitsvorstellungen zu tun haben. Sein Spezialgebiet sind Ortsnamen. Zahlreiche Veröffentlichungen erschienen ab 1957 zunächst bei Heibonsha. In den 1960ern geriet er in einen Gelehrtenstreit mit Origuchi Shinobu (折口 信夫) und Yanagita Kunio (1875–1962; 柳田 國男).
Seine 1973 erschienene „Sammlung der historischen Biographien des einfachen Volkes“ (日本庶民生活史料集成) umfasst 20 Bände, das „Kompendium der japanischen Volksbräuche“ (1986; 日本民俗文化大系) 14 Bände. Die Stadt Kawasaki richtete 1981 ein „Institut zur Erforschung japanischer Ortsnamen“ (日本地名研究所) ein, dessen Leiter er wurde und von dem er 2008 einen Preis erhielt. Von 1987 bis 1996 lehrte er an der Kinki-Universität von Ōsaka, dem anthropologischen Institut dieser Universität stand er vor.
Für Forschungsleistungen erhielt er mehrere akademische Preise, unter anderem 2001 auch einen für seine Tanka-Sammlung. 2007 wurde er zum Bunka Kōrōsha („Person mit besonderen kulturellen Verdiensten“).

## Werke und Literatur
Seine gesammelten kleineren Werke erschienen seit 1980 sukzessive bei San'ichi in 10 Bänden. Übersetzungen ins Deutsche von einem Team der Universität Fukui:
- Sho Hayashi (emeritiert), Paulus Kaufmann (Übersetzung): Über das Jenseits - Wohin die Seele der Japaner strebt (Vorwort/ Die Heimat jenseits des Meeres), Memoirs of the Faculty of Education and Regional Studies, University of Fukui, 2005 (erschien erstmals 1983 im Heibonsha Verlag)
- Sho Hayashi, Paulus Kaufmann (Übersetzung): Über das Jenseits - wohin die Seele der Japaner strebt (Das Jenseits/ Die Geburtshäuser von Wakasa/ Inseln des Südens), in: Memoirs of the Faculty of Education and Regional Studies, Vol. 61 (2005), 62 (2006)
- Sho Hayashi, Paulus Kaufmann (Übersetzung): Über das Jenseits - Wohin die Seele der Japaner strebt (Niraikanai und die Grünen Inseln), Memoirs of the Faculty of Education and Regional Studies, University of Fukui, 2007
- Sho Hayashi, Paulus Kaufmann (Übersetzung): Über das Jenseits - Wohin die Seele der Japaner strebt (Das Meer von Koshi/ Aufzeichnungen aus Shima), Memoirs of the Faculty of Education and Regional Studies, University of Fukui, Series I, Humanitäres, 64, 2009
- Sho Hayashi, Paulus Kaufmann, Isozaki Kotaro (Übersetzung): Über das Jenseits - Wohin die Seele der Japaner strebt (Die Urishima-Legende aus Tango), Memoirs of the Faculty of Education and Regional Studies, University of Fukui, 2014
- Sho Hayashi, Paulus Kaufmann, Isozaki Kotaro (Übersetzung): Über das Jenseits - Wohin die Seele der Japaner strebt (Die grünen Gräber von Mino), Memoirs of the Faculty of Education and Regional Studies, University of Fukui, 2015
- Sho Hayashi, Paulus Kaufmann, Isozaki Kotaro (Übersetzung): Über das Jenseits - Wohin die Seele der Japaner strebt (Nachwort und Postskriptum), Memoirs of the Faculty of Education and Regional Studies, University of Fukui, 2016